# Neopantopsalis pentheter
Espèce
Neopantopsalis pentheter est une espèce d'opilions eupnois de la famille des Neopilionidae.

## Distribution
Cette espèce est endémique d'Australie. Elle se rencontre dans le Sud-Est du Queensland et  dans le Nord-Est de la Nouvelle-Galles du Sud.

## Description
La carapace des mâles mesure de 0,96 à 2,88 mm de long sur de 1,78 à 2,81 mm et la carapace des femelles mesure de 1,27 à 1,56 mm de long sur de 2,13 à 2,44 mm.

## Systématique et taxinomie
Cette espèce a été décrite par Taylor et Hunt en 2009.

## Publication originale
- Taylor & Hunt, 2009 : « New genus of Megalopsalidinae (Arachnida: Opiliones: Monoscutidae) from north-eastern Australia. » Zootaxa, no 2130, p. 41–59.